# Parun
Pârûn o Paroon (in nuristani: پارون), chiamata anche Prasûn e Prasungul, è una piccola città e centro amministrativo della provincia del Nuristan e del suo distretto di Parun, in Afghanistan.
Nel 2015, la città di Parun aveva una popolazione di 1 647 abitanti. Ha un distretto e una superficie totale di 350 ettari. Il numero totale di abitazioni a Parun è 183.

## Territorio
Parun è un villaggio urbano nel nord-est dell'Afghanistan con soli 350 ettari e 183 abitazioni. Paroon è prevalentemente rappresentato da terreno forestale (54%), a seguire da terreno agricolo (33%). I terreni edificati rappresentano solo il 7% dell'uso totale del suolo. A differenza di molte altre città, Paroon non ha terreni aridi e solo 4 ettari di appezzamenti liberi.

## Società

### Lingue e dialetti
Il wasi-wari è parlato in modo nativo a Parun, mentre vengono compresi anche il kamkata-viri, il pashtun e il dari. 

## Geografia antropica

### Villaggi
Parun consiste in 6 villaggi: Ishtewi, Pronz, Dewa, Kushteki, Tsutsum e Pashki. Si estendono per una lunghezza di 20 km da nord a sud lungo il fiume Parun. Ishtewi, il villaggio più settentrionale, si trova a un'altitudine di 2850 metri sul livello del mare, mentre Pashki, il villaggio più a sud, si trova a 2500 m sul livello del mare.

### Urbanistica
Secondo notizie pubblicate nel 2007, il governatore della provincia di Nuristan stava progettando di stabilire una città di circa 20 000 persone a Parun. Questo l'avrebbe resa «la prima città del Nuristan». Il rapporto indicava che erano iniziati alcuni lavori di costruzione.